# Шевченко, Владимир Васильевич (учёный)
 Владимир Васильевич Шевченко  (29 августа 1926 года — 20 января 2002 года) — специалист в области энергетики, профессор, доктор технических наук, заслуженный деятель науки и техники РСФСР, заведующий кафедрой «Электроснабжение промышленных предприятий». Заслуженный деятель науки и техники РСФСР. Проректор по учебной работе МЭИ.

## Биография
Владимир Васильевич Шевченко родился 29 августа 1926 года в г. Прага, Чехословакия. В 1944 году поступил в Московский энергетический институт на факультет Электрооборудования и автоматизации промышленности и транспорта (ЭАПТФ). В 1950 году успешно окончил МЭИ, получив специальность «Электрический транспорт». По распределению стал работать бригадиром, инженером контактной сети на предприятии Министерства путей сообщения — «Мосэлектротягстрой».
С 1951 года работал в Московском энергетическом институте поcледовательно на должностях: старшего лаборанта, ассистента, доцента кафедры «Электрический транспорт», первого заместителя декана ЭАПТФ, проректора института.
В 1959 году В. Шевченко защитил кандидатскую диссертацию, в 1979 году — докторскую. В 1980 году получил ученое звание профессора. С 1972 года работал проректором МЭИ вечернего факультета, а с 1981 года — проректором по учебной части МЭИ, одновременно работал зав. кафедрой «Электроснабжение промышленных предприятий».
Область научных интересов: силовые, активные фильтры промышленных сетей трехфазного тока, импульсные преобразователи электрического тока, высоковольтное тиристорное управление.
Под руководством В. В. Шевченко было подготовлено и защищено 3 докторских и 28 кандидатских диссертаций. Владимир Васильевич Шевченко имеет 15 авторских свидетельств на изобретения, является около 120 научных трудов, включая 4 учебника и 5 монографий. Печатался в научных журналах «Промышленная энергетика», «Электричество», «Электротехника», в «Вестнике» МЭИ.
В. В. Шевченко долгое время возглавлял диссертационный Совет по присуждению ученых степеней при МЭИ, работал в экспертной группе отдела Энергетики ВАК, в 1993 году избирался членом корр. Академии электротехнических наук РФ.
Владимир Васильевич Шевченко скончался 20 января 2002 года в Москве. Похоронен на Введенском кладбище.

## Награды и звания
- Орден Трудового Красного Знамени.
- Орден Дружбы.
- «Заслуженный профессор МЭИ» (1995).
- Заслуженный деятель науки и техники РСФСР.
- Отличник энергетики и электрификации СССР (1986)

## Труды
- Тиристорное управление электрическим подвижным составом постоянного тока, 1970.
- Электропоезда постоянного тока с импульсными преобразователями, 1976.
- Шевченко В. В., Арзамасцев Н. В., Байрыева Л. С. Учебное пособие по курсу «Основы электрической тяги» / Ред. А. В. Прокопович. Москва : МЭИ, 1977.